# Distrito de Sepahua

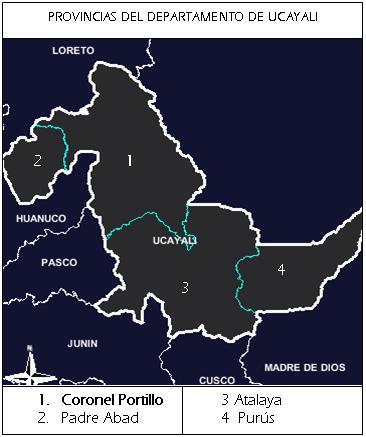
División política de Ucayali.

El distrito de Sepahua es uno de los cuatro distritos que conforman la provincia de Atalaya, en el departamento de Ucayali, en el Perú, bajo la administración del Gobierno regional de Ucayali, en la parte este-centro del Perú. Limita al norte con el Distrito de Raimondi,  al este con tierras de Estado, al sur con la Reserva Nahua Kogapakori y el Distrito de Megantoni y al oeste con el Departamento de Junín.
Desde el punto de vista jerárquico de la Iglesia católica forma parte de la  Vicariato Apostólico de Puerto Maldonado

## Historia
Se fundó en 1948 y fue elevado a distrito el 1 de junio de 1982 mediante Ley 23416, durante el segundo gobierno de Fernando Belaúnde Terry

## Geografía
Ubicado a 276 m s. n. m., los límites del Distrito de Sepahua están definidos por la divisoria de las Cuencas de los afluentes del río Urubamba en ambas márgenes, desde la desembocadura del río Sepa, inclusive, aguas arriba, hasta la desembocadura del río Mishahua, incluyendo sólo la margen derecha de este río.

## Población

### Comunidades Nativas
Las comunidades nativas tienen una composición étnica muy diversa: piro, amahuaca, yaminahua, matsiguenga, asháninka, shara, shipibo, cocama, andino, europeo.
1. Comunidad Nativa Sepahua
2. Comunidad Nativa Pajuya
3. Comunidad Nativa de Puija
4. Comunidad Nativa Sheboja
5. Comunidad Nativa Bufeo Pozo
6. Comunidad Nativa Nueva Unión.
7. Comunidad Nativa Capirona
8. Comunidad Nativa Onconashiari
9. Comunidad Progreso (colonos y nativos)
10. Comunidad Nativa Santa Rosa de Serjali
11. Comunidad Nativa Puerto Rico
12. Comunidad Nativa Portwango.

### Asentamientos de Colonos
1. Bella vista
2. Los Ángeles
3. Paraíso
4. Nueva Jerusalén
5. Nuevo Horizonte
6. Remoque
7. Ceilán
8. La Florida
9. Sepa
10. Sepahua

## Geografía humana
En este distrito de la Amazonia peruana habitan los grupos arahuacos como Yine , Asháninka y Machiguenga y los grupos panos como Amahuaca, Nahua (Perú) y Yaminahua.

## Autoridades

### Municipales
- 2023 - 2026[3]
  - Alcalde: JOHN HAROLD SALCEDO RIOS.
  - Regidores:

  1. Inmaculada Campa Álvarez (ACCION POPULAR)
  2. Waldir Lizardo Sebastian (ACCION POPULAR)
  3. Luisa Clímaco Lauriano (ACCION POPULAR)
  4. Ana Iris Cayupe Maldonado (ACCION POPULAR)
  5. María Luz Maldonado Cáceres (Movimiento Regional Cambio Ucayalino)

Alcaldes anteriores
- 2015 - 2018:[4] Luis Alberto Adauto Chuquillanqui, del Movimiento Integrando Ucayali.